# Rådhusgränd

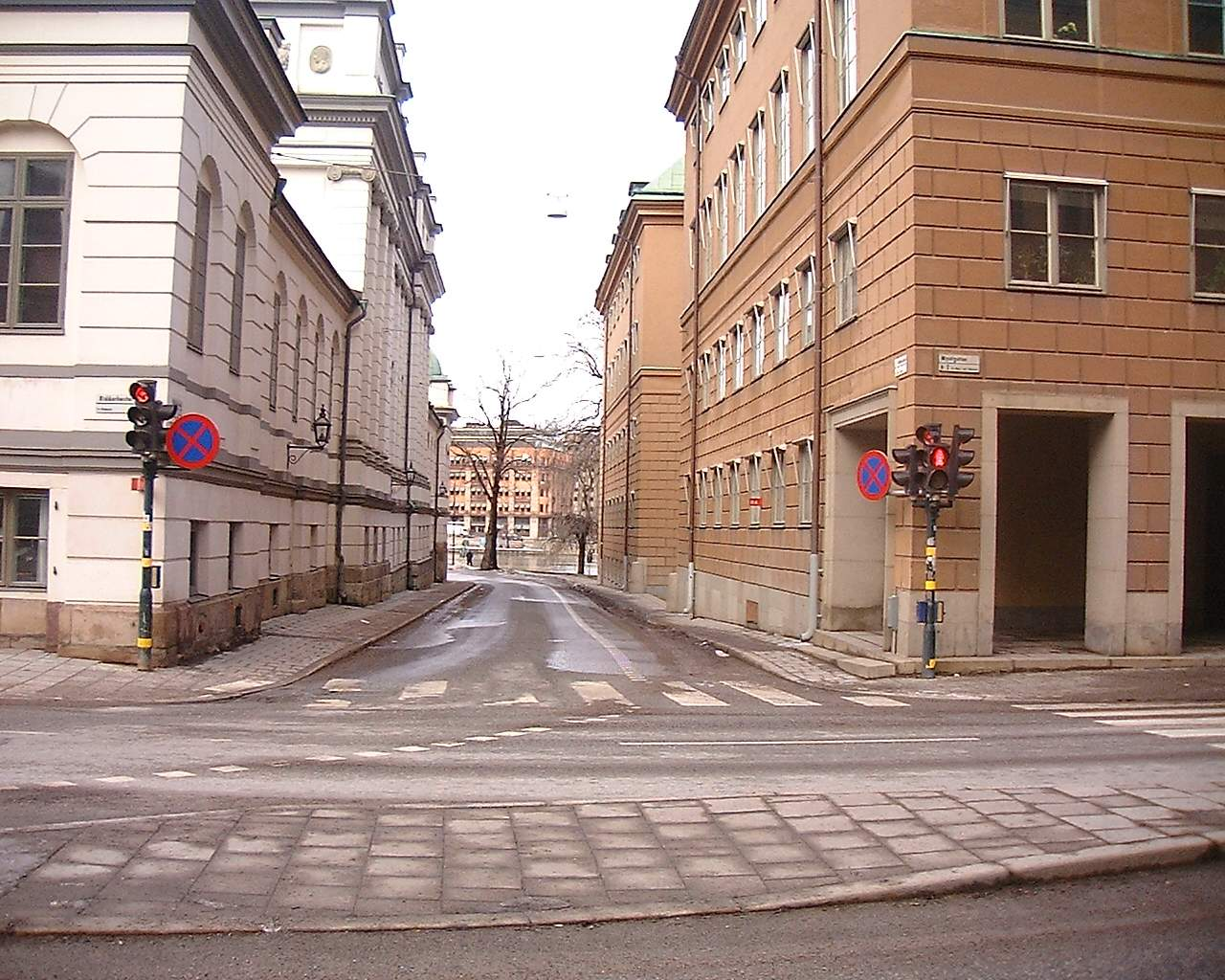
Rådhusgränd mot norr i, Bondeska palatset fasad syns till vänster.

Rådhusgränd är en gata på norra delen av Gamla stan i Stockholm. Den sträcker sig mellan Kanslihuset och Bondeska palatset i nord-sydlig riktning från Vasabron till Myntgatan.
Rådhusgränd har fått sitt namn efter Bondeska palatset (uppfört mellan 1662 och 1673 efter Nicodemus Tessin d.ä.:s ritningar) som ligger vid grändens västra sida. Det fungerade som Stockholms rådhus mellan 1732 och 1915. Därefter tog det nybyggda Stockholms rådhus vid Scheelegatan vid.
Idag (2009) är Rådhusgränd liksom parallellgatan Riddarhusgränd en hård trafikerad gata som leder trafiken från Vasabron till Munkbroleden.